# Pachysandra
Genre
Classification APG III (2009)
Taxons de rang inférieur
- Voir le texte

Pachysandra est un genre d'une dizaine d'espèces de la famille des Buxacées, originaire  du Sud-Est asiatique et d'Amérique du Nord.

## Description
Ce sont plantes de petite taille, vivaces et au feuillage persistant. 
Elles fleurissent en hiver ou au début du printemps. 
Les fleurs mâles ont 4 tépales et 4 étamines opposées aux tépales et portent un pistil stérile.
Les fleurs femelles ont 4 à 6 tépales, et un ovaire à 2 ou 3 locules.
Le fruit est une drupe rouge ou noire, contenant deux à trois graines. 

## Utilisation
Certaines espèces sont cultivées comme couvre-sol dans les zones ombragées.

## Liste des espèces
La liste des espèces est issue des informations de l'IPNI (International Plant Name Index) et de l'index du Jardin Botanique du Missouri (Index Tropicos) à la date de mars 2011.

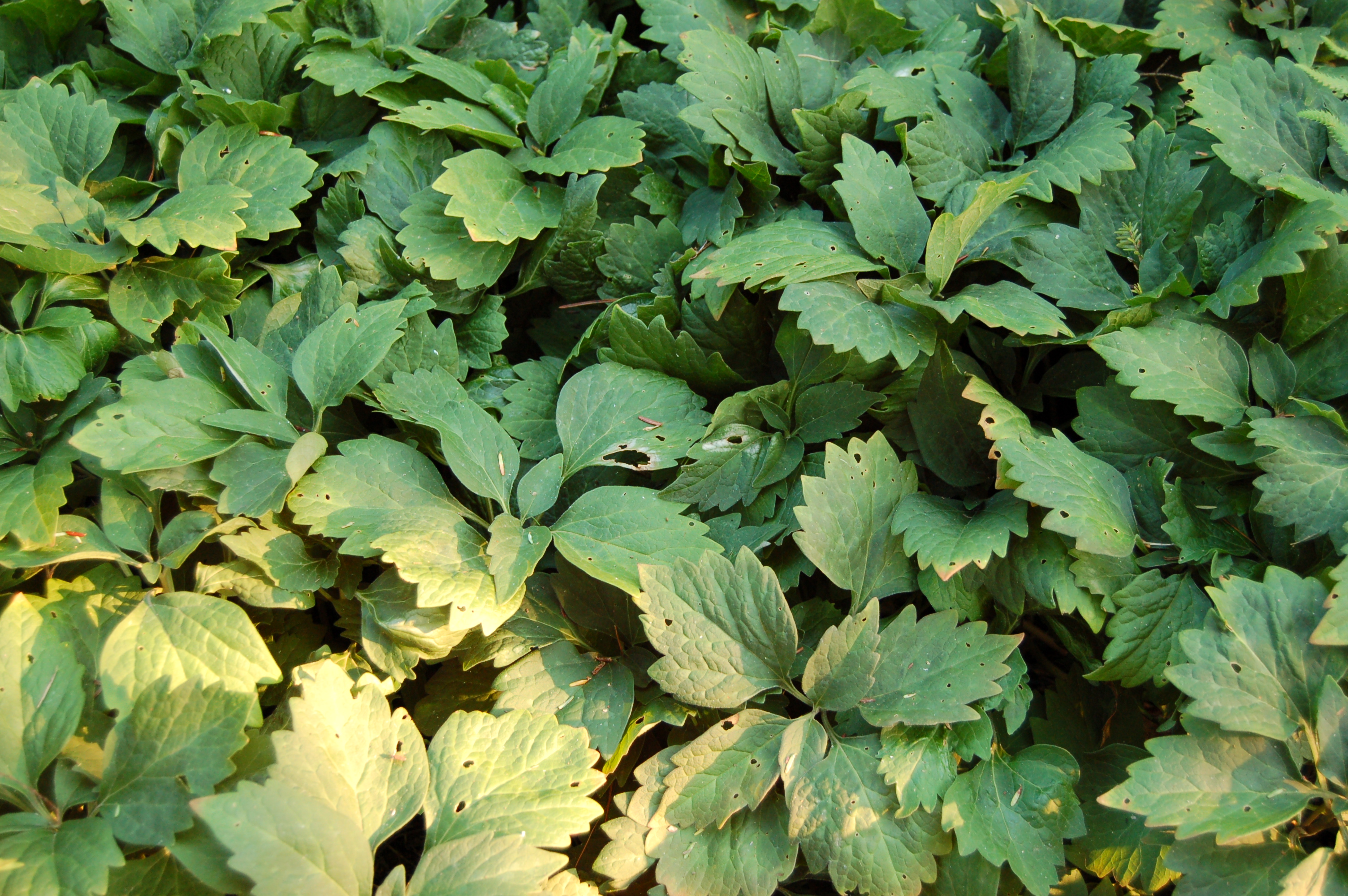
Pachysandra procumbens
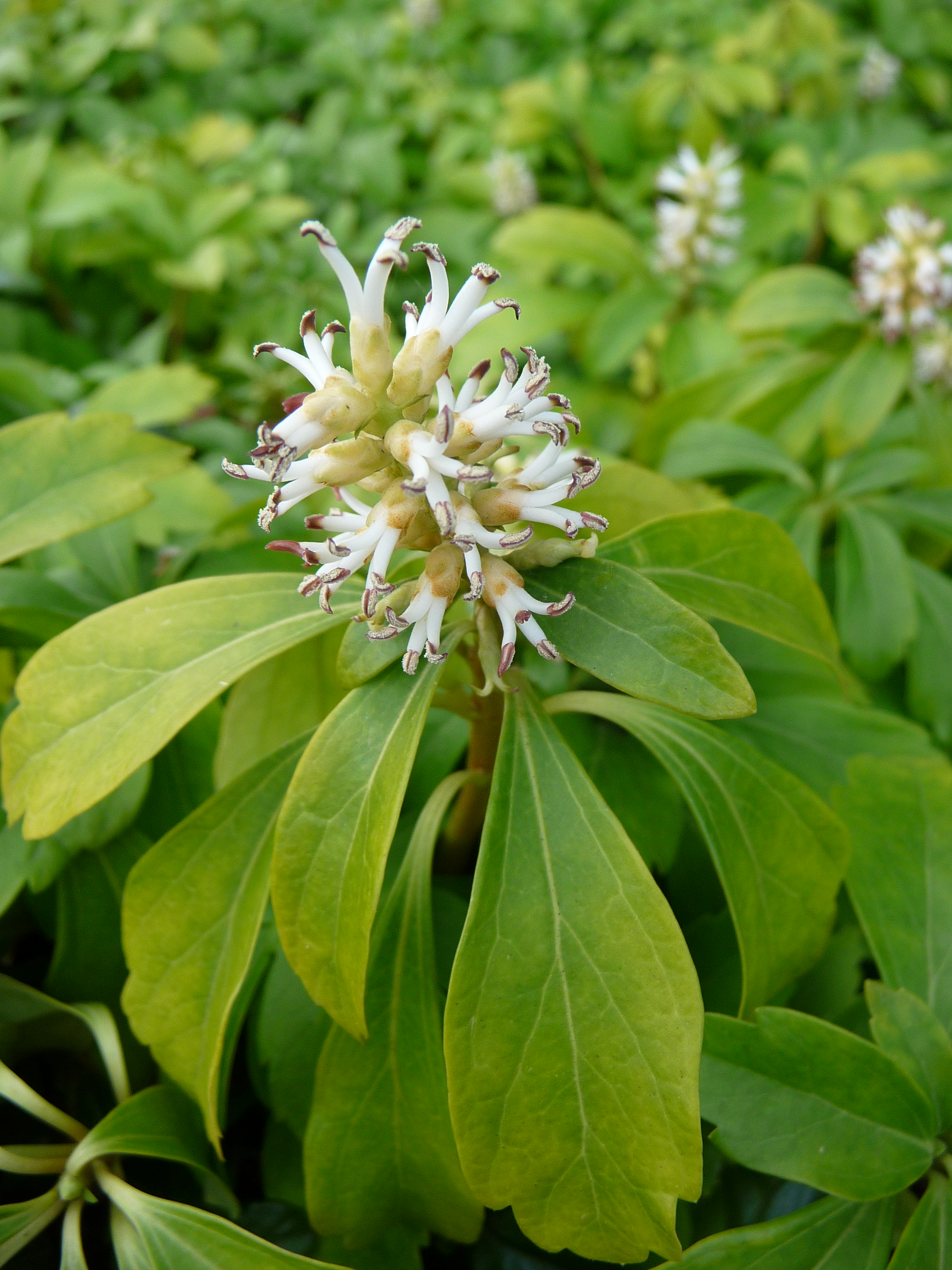
Pachysandra terminalis

Les espèces en gras sont les espèces maintenues dans le genre.
- Pachysandra axillaris Franch. (1889)
  - Pachysandra axillaris var. glaberrima (Hand.-Mazz.) C.Y.Wu (1977) (synonyme :  Pachysandra stylosa var. glaberrima Hand.-Mazz.)
  - Pachysandra axillaris var. kouytchensis H.Lév. (1914) (synonyme : Pachysandra stylosa var. kouytchensis (H.Lév.) Robbins)
  - Pachysandra axillaris subsp. stylosa (Dunn) Boufford & Q.Y.Xiang (1992) : voir Pachysandra axillaris var. stylosa (Dunn) M.Cheng
  - Pachysandra axillaris var. stylosa (Dunn) M.Cheng (1980) (synonyme : Pachysandra stylosa Dunn)
  - Pachysandra axillaris var. tricarpa Hayata (1912) : voir Pachysandra tricarpa (Hayata) S.S.Ying
- Pachysandra bodinieri H.Lév. (1913)
- Pachysandra coriacea Hook. (1825) [1]
- Pachysandra erecta Raf. ex Baill.
- Pachysandra mairei H.Lév. (1916)
- Pachysandra procumbens Michx. (1803)
- Pachysandra stylosa Dunn (1908) : voir Pachysandra axillaris var. stylosa (Dunn) M.Cheng
  - Pachysandra stylosa var. glaberrima Hand.-Mazz. (1931) : voir Pachysandra axillaris var. glaberrima (Hand.-Mazz.) C.Y.Wu
  - Pachysandra stylosa var. kouytchensis (H. Lév.) Robbins (1968) : voir Pachysandra axillaris var. kouytchensis H.Lév.
  - Pachysandra stylosa var. reflexa Robbins (1968) : voir Pachysandra axillaris var. stylosa (Dunn) M.Cheng
  - Pachysandra stylosa var. tomentosa Robbins (1968) : voir Pachysandra axillaris var. stylosa (Dunn) M.Cheng
  - Pachysandra stylosa var. tricarpa Hayata (1913) : voir Pachysandra axillaris var. stylosa (Dunn) M.Cheng
- Pachysandra terminalis Siebold & Zucc. (1843)
  - Pachysandra terminalis var. variegata Norton (1924)
- Pachysandra tricarpa (Hayata) S.S.Ying (1988)